# Ulf Andersson (schackspelare)
Ulf Andersson, född 27 juni 1951 i Västerås i Västmanland, är en svensk schackspelare.

## Biografi
Ulf Andersson är uppvuxen i Arboga och fostrad i Arboga Schackklubb. År 1983 var han rankad trea i världen, och i viss konkurrens med Gideon Ståhlberg är han Sveriges bäste schackspelare någonsin. Han uppbär statlig inkomstgaranti för konstnärer.
Andersson blev Sverigemästare första och hittills enda gången 1969. Han blev internationell mästare 1970, stormästare 1972 och stormästare i korrespondensschack 1996. Hans mest kända parti spelades i Milano 1975 mot den dåtida världsmästaren Anatolij Karpov som tillfogades sitt första nederlag som regerande världsmästare. Efter denna symboliska vinst klättrade Andersson successivt på stegen upp till världstoppen som dominerades av Karpov, Kasparov och Ljubojevic.
Han är känd som en solid spelare som ofta spelar remi. Han var under 1980- och 1990-talen en av toppspelarna med högst andel remier. Han spelar helst positionellt och hans vinster arbetas ofta fram i slutspelet efter många timmars tålmodigt spel.
På 2010-talet delade han turneringsspel med andra schackliga åtaganden som att vara tränare, simultangivare och kommentator.
År 2019 kom den första boken ut på svenska som uteslutande handlar om hans liv och gärning. Schackets mästare − I huvudet på Ulf Andersson är utgiven på Sportförlaget och skriven av frilansjournalisten Robert Okpu samt internationella mästaren Thomas Engqvist.

## Utmärkelser
Schackgideon 1978, 1982, 1992 och 1996.